# Watzenegg

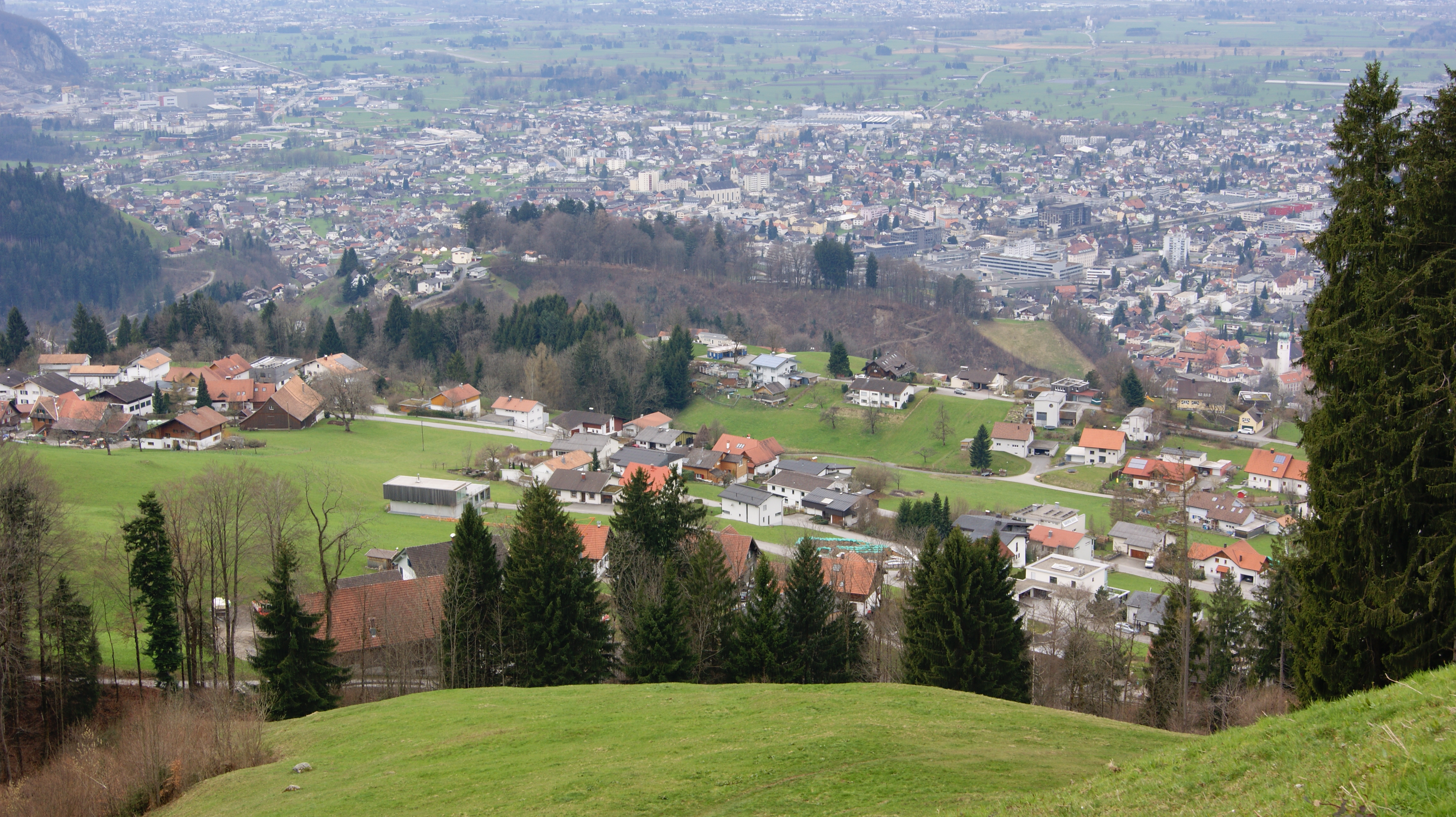
Watzenegg

Watzenegg je horská osada nacházející se v intravilánu rakouského města Dornbirn ve Vorarlbersku. Rozkládá se na horském svahu východně od města v nadmořské výšce 647 metrů a protíná ji silnice Bödelestraße. Osada vznikla spojením několika dřívějších samot. Územně patří Watzenegg do dornbirského městského obvodu Oberdorf.

## Původ jména
První písemná zmínka o Watzeneggu pochází z roku 1340 a lze ji najít v úrokovém soupisu kláštera Mehrerau pod latinizovaným názvem de wazzeneggo. Tento název je pravděpodobně složen z osobního jména Watzo a německého zeměpisného označení Egg případně Eck (česky „kout“ či „výběžek“).

## Infrastruktura

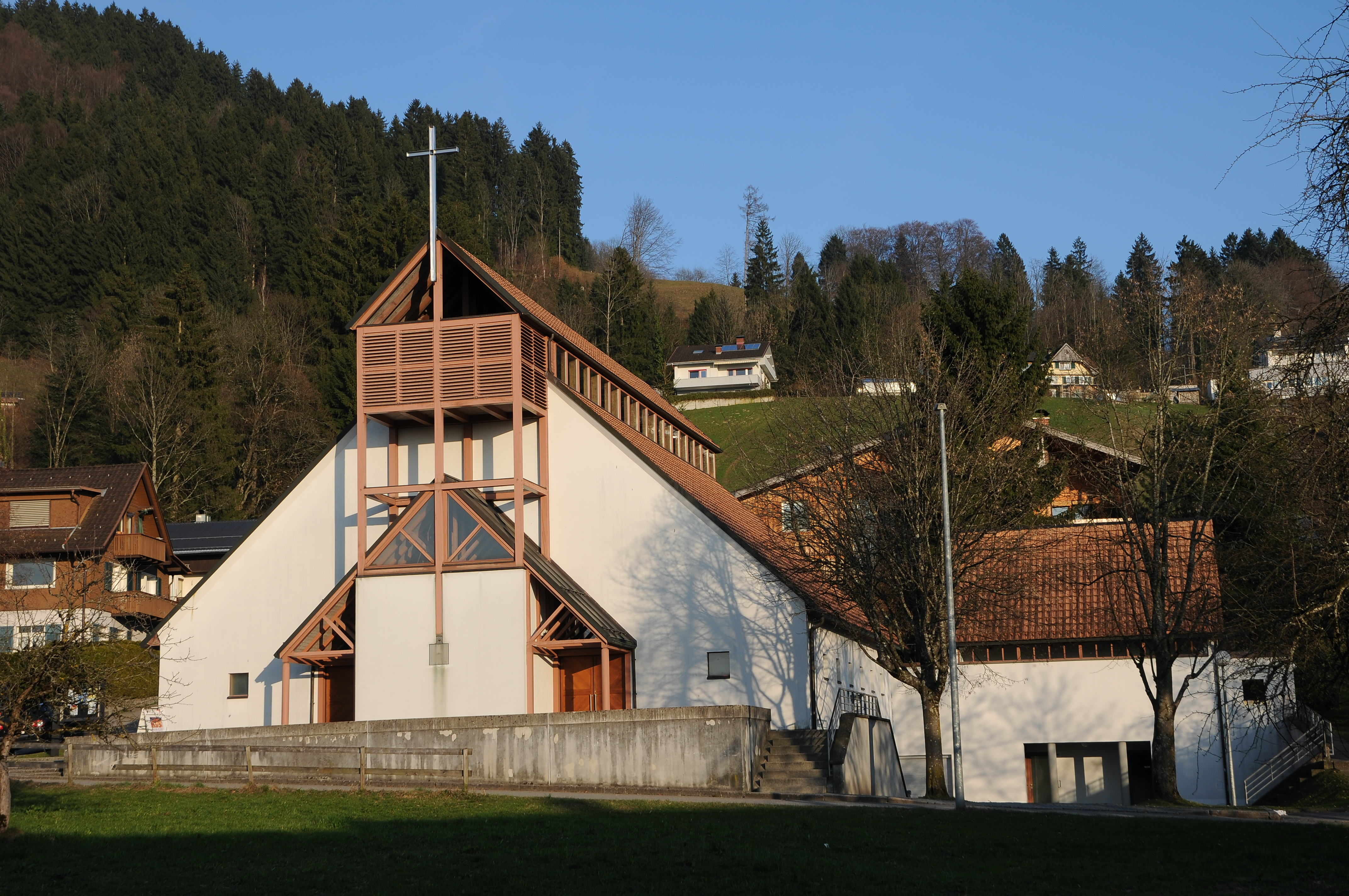
Kostel Panny Marie Královny míru v centru Watzeneggu

Jádro osady charakterizují tradiční roubené venkovské domy zvané Rheintalhaus či Rheintalhof a další jednoduché dřevěné stavby, zatímco na jejím okraji a na okolních svazích dotvářejí krajinu četné novější stavby. Watzenegg má vlastní mateřskou a základní školu, katolický kostel zasvěcený Panně Marii Královně míru, který je součástí farnosti Oberdorf, hřbitov a vlastní hasičskou záchrannou jednotku v rámci Sboru dobrovolných hasičů Dornbirn. Ta byla v letech 1977 až 2016 umístěna v přístavbě zdejší základní školy, kde sídlí i mateřská škola, a v roce 2016 dostala vlastní, nově vybudovanou hasičskou zbrojnici umístěnou přímo na Bödelestraße.
Dopravně je Watzenegg propojen se zbytkem města i dalšími obcemi díky silnici Bödelestraße (L 48). Staví zde autobusy hromadné dopravy, které pravidelně jezdí na trase z vlakového nádraží v Dornbirnu do Bödele nebo do Schwarzenbergu v Bregenzském lese.

## Struktura osady

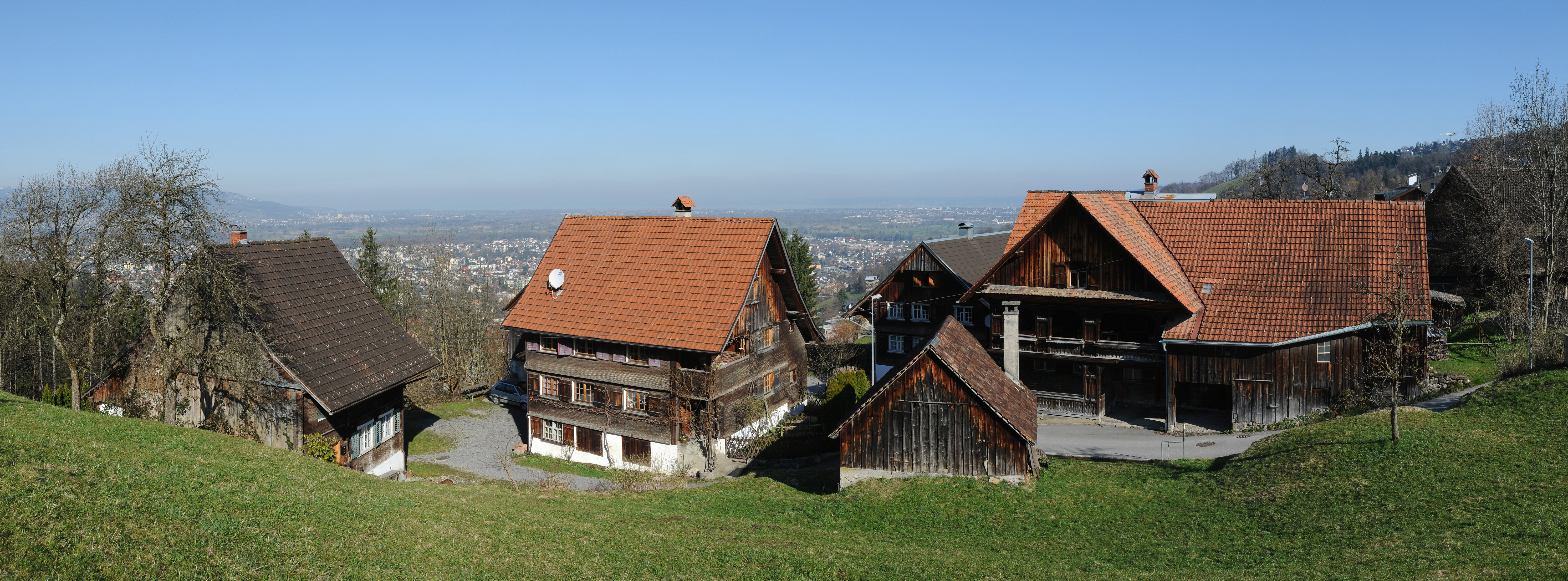
Historické centrum osady Häfenberg nad Dornbirnem se čtyřmi památkově chráněnými domy ve stylu Rheintalhaus

K osadě Watzenegg přináležejí ještě četné další osady, jež jsou v dnešní sídelní struktuře jen stěží rozpoznatelné jako samostatná sídla. V původním stabilním katastru z roku 1857 je například vidět vesnice Watzenegg s asi 16 statky a k tomu oddělené okolní samoty tvořené většinou pouze jedním nebo dvěma domy. Dnes jsou tato sídla většinou spojena s centrem Watzeneggu nebo přímo se samotným Dornbirnem. Řadí se mezi ně např. Klotzen, Häfenberg, Heilenberg, Unterries a Schwendebühel.